# 케네트 헤이네르묄레르
케네트 헤이네르묄레르(덴마크어: Kenneth Heiner-Møller, 1971년 1월 17일 ~ )는 덴마크의 전직 축구 선수이자 축구 감독이다. 2019년 현재 캐나다 여자 축구 국가대표팀 감독을 맡고 있다. 본명은 케네트 헤이네르 크리스티안센(Kenneth Heiner Christiansen)이지만 결혼한 이후에 아내의 성을 따라서 개명했다.
1994-95 시즌에서 헝가리의 축구 클럽인 페렌츠바로시 TC 소속으로 뛰었으며 바일레 BK, 오르후스 GF 등에서 선수 생활을 했다. 2006년부터 2013년까지 덴마크 여자 축구 국가대표팀 감독을 역임했고 2018년 1월 8일에 캐나다 여자 축구 국가대표팀 감독으로 임명되었다.